# Le Parfum de la dame en noir (film, 1931)
Pour les articles homonymes, voir Le Parfum de la dame en noir.
Le Parfum de la dame en noir est un film français réalisé par Marcel L'Herbier sorti en 1931.
Ce film, une enquête de Rouletabille,  est la suite du Mystère de la chambre jaune (1930).

## Synopsis
Le jour du mariage de Mathilde Stangerson et de Robert Darzac, Joseph Rouletabille annonce à Sainclair, chef des informations du journal L’Époque, que Larsan, le premier mari de Mathilde, n'est pas mort. Le célèbre reporter entraîne Sainclair au château des Roches-Rouges, à Menton, où séjournent les nouveaux époux et où Larsan lui échappe après une tentative manquée d'enlèvement de la jeune épouse. Les soupçons se portent tour à tour sur les invités d’Édith Rance, la propriétaire du château...

## Fiche technique
- Réalisation : Marcel L'Herbier, assisté d'André Cerf, Georges Lampin
- Scénario : Marcel L'Herbier d'après le roman de Gaston Leroux
- Décors : Pierre Schild
- Costumes : Jacques Manuel
- Photographie : Louis Page, Georges Périnal
- Montage : Suzanne Vial, Lothar Wolff
- Société de Production : Les Films Osso
- Pays : France
- Format : Noir et blanc - Son mono (RCA Recording) - 1,20:1
- Genre : Crime
- Durée : 109 minutes
- Date de sortie : 
  - France : 1931
- Affiche : Roland Coudon (France)

## Distribution
- Roland Toutain : Joseph Rouletabille
- Huguette Duflos : Mathilde Stangerson
- Marcel Vibert : Le vieux Bob
- Léon Belières : Sainclair
- Edmond Van Daële : Robert Darzac
- Wera Engels : Édith Rance
- Kissa Kouprine : Marie
- Henri Kerny : Le père Jacques
- Michel Kovally : Le prince Galitch